# Stelmach i Partnerzy
Stelmach i Partnerzy Biuro Architektoniczne Sp. z o.o. - istniejące od 1992 roku biuro projektowe zajmujące się opracowywaniem projektów obiektów budowlanych. Właścicielami są Bolesław Stelmach i Tatiana Stelmach. Partnerami są: Bolesław Stelmach, Zbigniew Wypych, Marek Zarzeczny, Rafał Szmigielski. Biuro specjalizuje się w projektach urbanistycznych i architektonicznych miast, ogrodów i domów. Obszar działalności obejmuje całą Polskę. Główna siedziba mieści się w Lublinie przy ulicy Popiełuszki 28. Na stałe biuro zatrudnia 20 osób – architektów i asystentów architektów.

## Ważniejsze realizacje
- 1992 – Dom Fundacji Jana Pawła II w Lublinie (jako Atelier Stelmach)
- 1994 – Oddział Okręgowy NBP (jako Stelmach Jabłoński Biuro Architektoniczne)
- 1996 – Dom Dostępny w Warszawie (jako Stelmach Jabłoński Biuro Architektoniczne)
- 1999 – Centrum Promocji i Biuro Obsługi Klienta Telekomunikacji Polskiej SA w Lublinie
- 2000 – Centrum Handlowe E.Leclerc w Lublinie
- 2004 – Budynek Hydroterapii w Nałęczowie
- 2005 – Zespół budynków mieszkalnych przy ul. Popiełuszki w Lublinie
- 2005 – Budynek sanatoryjny przy sanatorium Fortunat w Nałęczowie
- 2006 – Rozbudowa Wojewódzkiej Biblioteki Publicznej im. H. Łopacińskiego w Lublinie
- 2008 – Zana House w Lublinie
- 2009 – Budynek administracyjno-biurowy z częścią magazynową i garażem Sejmu RP w Warszawie
- 2009 – Centrum Chopinowskie w Warszawie
- 2009 – Rewaloryzacja parku w Żelazowej Woli – Muzeum Fryderyka Chopina
- 2015 – "Teatr w Budowie" Centrum Spotkania Kultur w Lublinie[1]
- 2015 – Tarasy Zamkowe w Lublinie[2]
- 2017 – Szucha Premium Offices w Warszawie[3]
- 2018 – Budynek Komisji Sejmowych[4]
- 2024 – Centrum Przestrzeni Innowacyjnej Szkoły Głównej Handlowej w Warszawie[5][6]

## Nagrody
- 1994 – Nagroda Ministra Kultury za modernizację budynku NBP w Lublinie
- 1995 – Grand Prix w Konkursie Dom Dostępny 1995 z firmą VIVA z Lublinie
- 1999 – II Nagroda w Konkursie na przebudowę kina Iluzjon w Warszawie
- 2000 – Nagroda w Konkursie „Życie w Architekturze” dla najlepszego budynku użyteczności publicznej w latach 1989-1999 w Lublinie dla budynku Centrali Pierwszego Komercyjnego Banku S.A.
- 2000 – II Wyróżnienie w Konkursie na Świątynię Świętej Opatrzności Bożej w Wilanowie
- 2000 – Nagroda III Stopnia Ministra Rozwoju Regionalnego i Budownictwa za projekt Budynku Centrum Promocji i Biura Obsługi Klienta TPSA w Lublinie
- 2000 – Wyróżnienie SARP Polski Cement Sp. z o.o. w Konkursie na najlepszą realizację architektoniczną z użyciem technologii żelbetowej wykonaną i przekazaną do użytku do końca 1999 r. za projekt Budynku Centrum Promocji i Biura Obsługi Klienta TP SA w Lublinie
- 2001 – I Nagroda w Konkursie na rozbudowę Sejmu RP w Warszawie
- 2002 – I Nagroda w Konkursie na koncepcję zagospodarowania kwartału "FOKSAL" w Warszawie
- 2003 – I Nagroda w Konkursie na Lubelski Park Naukowo-Technologiczny w Lublinie
- 2005 – I Nagroda w Konkursie na budynek Centrum Chopinowskiego w Warszawie
- 2005 – Nagroda Roku Stowarzyszenia Architektów Polskich za budynek Hydroterapii w Nałęczowie
- 2005 – Nagroda I Stopnia Ministra Transportu i Budownictwa za budynek Hydroterapii w Nałęczowie
- 2006 – I Nagroda w Konkursie na Rewaloryzację Parku w Żelazowej Woli z obiektami obsługi turystów, administracji i zaplecza gospodarczego
- 2006 – II Nagroda Stowarzyszenia Architektów Polskich dla Rozbudowy Wojewódzkiej Biblioteki Publicznej im. H. Łopacińskiego w Lublinie
- 2007 – II nagroda w Konkursie na opracowanie koncepcji Europejskiego Centrum Solidarności w Gdańsku
- 2009 – I nagroda w Konkursie na opracowanie koncepcji architektonicznej budynku "Teatru w Budowie" wraz z koncepcją zagospodarowania Placu Teatralnego w Lublinie
- 2010 – honorowa nagroda SARP za całokształt twórczości
- 2015 – I nagroda opracowanie koncepcji architektonicznej przebudowy, rozbudowy i/lub nadbudowy Gmachu Głównego Muzeum Narodowego w Krakowie[7]
- 2016 – Nagroda Architektoniczna Prezydenta m.st. Warszawy w kategorii Budynek użyteczności publicznej 2001–2014 (obiekt publiczny) za Centrum Chopinowskie w Warszawie[8]
- 2018 – Nagroda Architektoniczna Prezydenta m.st. Warszawy w kategorii Najlepszy budynek komercyjny 2017 za biurowiec Szucha Premium Offices w Warszawie[9]
- 2017 – I nagroda na opracowanie koncepcji architektonicznej Centrum Przestrzeni Innowacyjnej Szkoły Głównej Handlowej[10]
- 2018 – I nagroda na opracowanie koncepcji urbanistyczno-architektonicznej Międzynarodowego Centrum Muzyki w Żelazowej Woli[11][12]
- 2023 – I nagroda na opracowanie koncepcji architektonicznej Teatru Polskiej Opery Królewskiej w Warszawie[13]

## Konkursy

### 2017 – I nagroda na opracowanie koncepcji architektonicznej Centrum Przestrzeni Innowacyjnej Szkoły Głównej Handlowej[10]
Centrum Przestrzeni Innowacyjnej powstanie w miejscu obecnego budynku S przy ul. Batorego 8. Pierwszą nagrodę w konkursie pod patronatem Stowarzyszenie Architektów Polskich zdobyła propozycja biura Stelmach i Partnerzy Biuro Architektoniczne Sp. z o.o..
W skład sądu konkursowego weszli: prof. Marek Budzyński, członek SARP, członek Izby Architektów jako przewodniczący sądu konkursowego; mgr inż. arch. Bogdan Kobyłko, członek Izby Architektów jako zastępca przewodniczącego sądu konkursowego; mgr inż. arch. Andrzej Kapuścik – członek SARP, członek Izby Architektów – sędzia referent; mgr inż. arch. Grzegorz Buczek, członek SARP i TUP; prof. Marek Bryx, pełnomocnik rektora ds. rozwoju kampusu, Katedra Miasta Innowacyjnego SGH; dr Marcin Dąbrowski, kanclerz SGH; prof. Piotr Wachowiak, prorektor SGH ds. nauki i zarządzania, mgr Tadeusz Brach, zastępca kanclerza SGH, inż. Ludmiła Tubylewicz, p.o. kierownika Działu Inwestycji SGH.

### 2023 – I nagroda w na opracowanie koncepcji architektonicznej Teatru Polskiej Opery Królewskiej w Warszawie[13]
W dniach 11.09.2023 r. i 12.09.2023 r. w siedzibie SARP przy ul. Foksal 2 w Warszawie odbyły się oficjalne, zamknięte posiedzenia Sądu konkursowego w sprawie oceny Prac konkursowych. 
I Nagrodę otrzymał Stelmach i Partnerzy Biuro Architektoniczne Sp. z o.o. z siedzibą w Lublinie.
Skład zespołu autorskiego (wykonawcy projektu koncepcyjnego): Bolesław Stelmach (Warszawa); Marek Zarzeczny (Świdnik); Rafał Szmigielski (Lublin); Zbigniew Wypych (Lublin). Osoby uczestniczące w przygotowaniu pracy konkursowej, bez autorskich praw majątkowych (opracowanie projektu koncepcyjnego): Kamil Świstoń (Rejowiec); Łukasz Kuczyński (Świdnik); Sylwia Wojnicka (Poniatowa);  Agata Plichta (Lublin); Jan Dodacki (Warszawa).
Sąd konkursowy obradował w składzie:
1. dr hab. Inż. arch. Magdalena Kozień – Woźniak – Przewodnicząca Sądu konkursowego
2. arch. Jacek Lenart – Sędzia referent
3. Iwona Pastwa-Zarychta – członek Sądu Konkursowego
4. Prof. dr hab. inż. arch. Zbigniew Myczkowski – członek Sądu Konkursowego
5. arch. Piotr Walkowiak – członek Sądu Konkursowego
6. arch. krajobrazu Marek Szeniawski – członek Sądu Konkursowego
7. arch. Wojciech Wagner – członek Sądu Konkursowego
8. arch. Piotr Lewicki – członek Sądu Konkursowego
9. Prof. dr hab. inż. arch. Piotr Lorens – członek Sądu Konkursowego

Sąd Konkursowy zdecydował o przyznaniu I nagrody za:
- ukształtowanie formy budynku w sposób adekwatny do walorów lokalizacji – w obrębie parku Łazienek Królewskich,
- wprowadzenie elementów przestrzennych inspirowanych roślinnością, mające na celu powiązanie obiektu z parkowym otoczeniem,
- powiązanie elewacji frontowej z przestrzenią Kanału Piaseczyńskiego (wschodni fragment Osi Stanisławowskiej),
- ograniczenie rozmiaru elewacji południowej, a przez to optyczne zmniejszenie skali budynku od strony parku,
- racjonalne rozwiązania funkcjonalno-przestrzenne charakterystyczne dla trójdzielnej typologii obiektów teatralnych.[13][15]

## Publikacje
- Centrum Promocji i Biuro Obsługi klienta TP SA w Lublinie, Architektura & Biznes, 3/2000 nr 3 /92/
- Danuta Rybak Przestrzeń współczesna Centrum Promocji i Biuro Obsługi Klienta TP SA  Magazyn Budowlany, 9/2000 nr 6, s. 8-17
- Paweł Pięciak Przyczółek nowoczesności laureaci konkursu Polski Cement w architekturze - Centrum Promocji i Biuro Obsługi Klienta TP SA w Lublinie, Polski Cement, styczeń – marzec 2001, s. 22-23
- Marta Kaczorowska Konkurs na rozbudowę Sejmu w Warszawie, Architektura & Biznes, 9/2001, s. 40
- Marek Kusztra Basen w Nałęczowie, Architektura Murator 12/2005, s. 56-61
- Jeremi T. Królikowski Geometria Betonu, Architektura Betonowa, Polski Cement SA 2006
- Grzegorz Piątek Hotel przy Sanatorium w Nałęczowie, Architektura Murator 12/2007, s. 68-73
- Grzegorz Stiasny Biblioteka Publiczna w Lublinie, Architektura Murator 1/2008, s. 52-59
- Europäisches Solidaritätscenter Danzig Wettbewerbe Aktuell nr 38 2/2008, s. 39-46
- Adolph Stiller Polen – Architektur, Architektur in Ringturm XVIII, 2008, s. 148
- Europejskie Centrum Solidarności, wyniki konkursu architektonicznego Gdańsk 13 XII 2007, Urząd Miejski w Gdańsku, 2009, s. 22-25
- Grzegorz Stiasny Budynek biurowy Zana House w Lublinie, Architektura Murator 4/2010, s. 66-71
- Grzegorz Stiasny Rozbudowa Muzeum Fryderyka Chopina w Żelazowej Woli, Architektura Murator 8/2010, s. 36-47
- Grzegorz Piątek Centrum Chopinowskie w Warszawie, Architektura Murator 8/2010, s. 48-57
- Grzegorz Piątek Budynek administracyjny Kancelarii Sejmu w Warszawie, Architektura Murator, 12/2010, s. 74-81